# Jermaine Dupri

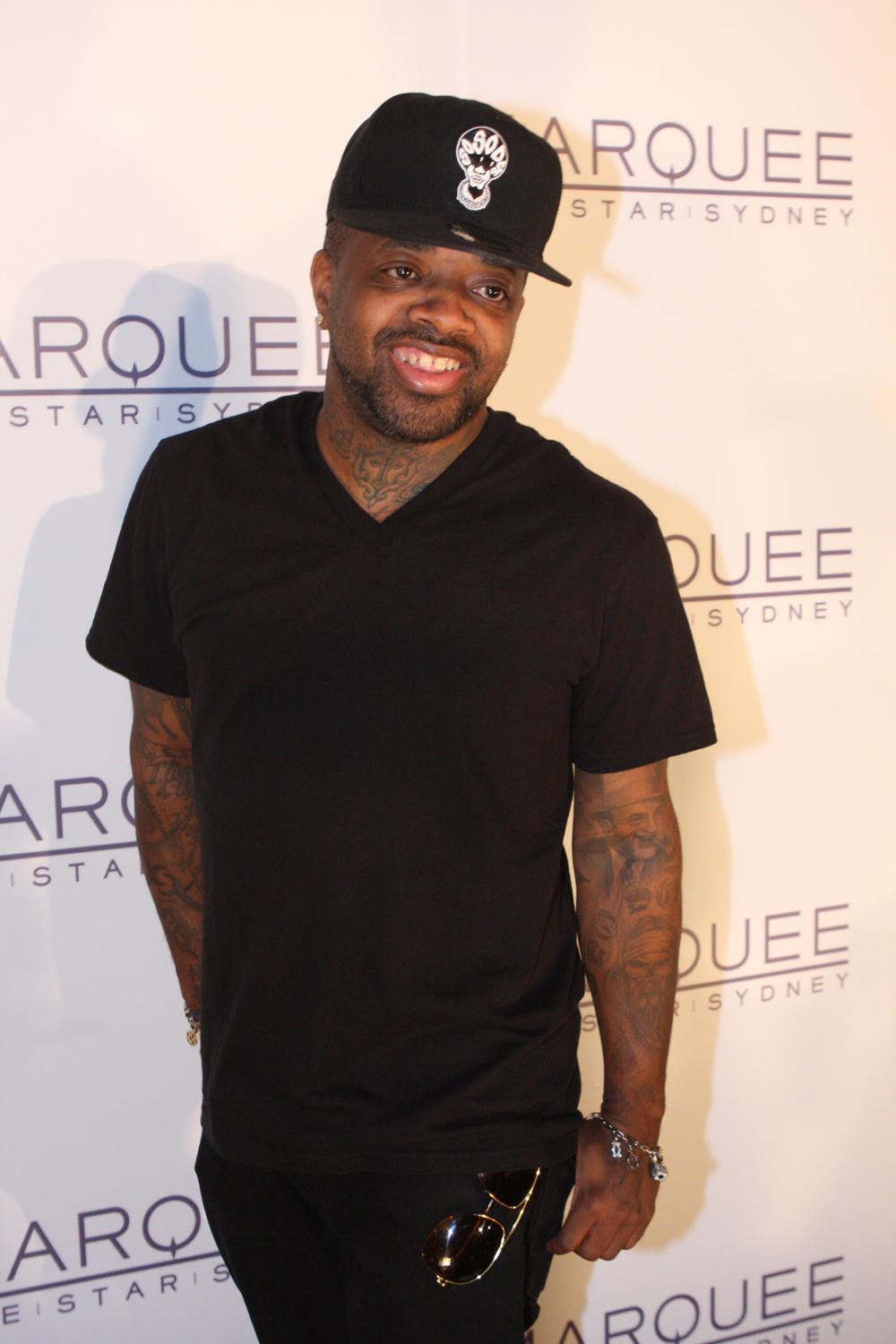
Jermaine Dupri (2012)

Jermaine Dupri Mauldin (* 23. September 1972 in Asheville, North Carolina) ist ein US-amerikanischer Musiker, Produzent, Rapper, Schauspieler und Chef seines eigenen Plattenlabels So So Def Records. 2005 erhielt er für We Belong Together den Grammy für den besten R&B-Song. Insgesamt war er zwölf Mal für den Preis nominiert.

## Leben und Karriere
Durch seinen Vater, Konzertmanager und Manager für R&B-Gruppen, wurde er schon früh an das Musikgeschäft herangeführt. Sein erster großer Erfolg war die Produktion des Duos Kris Kross. Später produzierte er auch für Mariah Carey, Usher, Jagged Edge, Monica und andere R&B-Künstler. 

## Diskografie

### Studioalben
| Jahr | Titel                                 | Höchstplatzierung, Gesamtwochen, AuszeichnungChartplatzierungen (Jahr, Titel, Platzierungen, Wochen, Auszeichnungen, Anmerkungen) | Höchstplatzierung, Gesamtwochen, AuszeichnungChartplatzierungen (Jahr, Titel, Platzierungen, Wochen, Auszeichnungen, Anmerkungen) | Höchstplatzierung, Gesamtwochen, AuszeichnungChartplatzierungen (Jahr, Titel, Platzierungen, Wochen, Auszeichnungen, Anmerkungen) | Anmerkungen                            |
| Jahr | Titel                                 | UK | US | R&B | Anmerkungen                            |
| ---- | ------------------------------------- | --- | --- | --- | -------------------------------------- |
| 1998 | Life in 1472: The Original Soundtrack | UK93 (1 Wo.)UK | US3 Platin · (27 Wo.)US | R&B1 (38 Wo.)R&B | Erstveröffentlichung: 21. Juli 1998    |
| 2001 | Instructions                          | — | US15 (20 Wo.)US | R&B3 (24 Wo.)R&B | Erstveröffentlichung: 30. Oktober 2001 |

### Kompilationen
| Jahr | Titel                              | Höchstplatzierung, Gesamtwochen, AuszeichnungChartplatzierungen (Jahr, Titel, Platzierungen, Wochen, Auszeichnungen, Anmerkungen) | Höchstplatzierung, Gesamtwochen, AuszeichnungChartplatzierungen (Jahr, Titel, Platzierungen, Wochen, Auszeichnungen, Anmerkungen) | Anmerkungen                             |
| Jahr | Titel                              | US | R&B | Anmerkungen                             |
| ---- | ---------------------------------- | --- | --- | --------------------------------------- |
| 1998 | 12 Soulful Nights of Christmas     | — | R&B57 (… Wo.)R&B | Erstveröffentlichung: 15. Dezember 1998 |
| 2005 | Young, Fly & Flashy Vol. 1         | US43 (… Wo.)US | R&B12 (… Wo.)R&B | Erstveröffentlichung: 19. Juli 2005     |
| 2007 | Y’all Know What This Is … The Hits | — | R&B72 (… Wo.)R&B | Erstveröffentlichung: 23. Oktober 2007  |

Weitere Kompilationen
- 2018: Jermaine Dupri Presents... So So Def 25

### Singles als Leadmusiker
| Jahr | Titel Album                                        | Höchstplatzierung, Gesamtwochen, AuszeichnungChartplatzierungen (Jahr, Titel, Album, Platzierungen, Wochen, Auszeichnungen, Anmerkungen) | Höchstplatzierung, Gesamtwochen, AuszeichnungChartplatzierungen (Jahr, Titel, Album, Platzierungen, Wochen, Auszeichnungen, Anmerkungen) | Höchstplatzierung, Gesamtwochen, AuszeichnungChartplatzierungen (Jahr, Titel, Album, Platzierungen, Wochen, Auszeichnungen, Anmerkungen) | Höchstplatzierung, Gesamtwochen, AuszeichnungChartplatzierungen (Jahr, Titel, Album, Platzierungen, Wochen, Auszeichnungen, Anmerkungen) | Höchstplatzierung, Gesamtwochen, AuszeichnungChartplatzierungen (Jahr, Titel, Album, Platzierungen, Wochen, Auszeichnungen, Anmerkungen) | Anmerkungen                                                                       |
| Jahr | Titel Album                                        | DE | CH | UK | US | R&B | Anmerkungen                                                                       |
| ---- | -------------------------------------------------- | --- | --- | --- | --- | --- | --------------------------------------------------------------------------------- |
| 1998 | The Party Continues Life in 1472                   | — | — | — | US29 (19 Wo.)US | R&B14 (20 Wo.)R&B | Erstveröffentlichung: 17. Februar 1998 feat. Da Brat und Usher                    |
| 1998 | Money Ain’t a Thang Life in 1472                   | — | — | — | US52 (20 Wo.)US | R&B10 (22 Wo.)R&B | Erstveröffentlichung: 11. Mai 1998 feat. Jay-Z                                    |
| 1998 | Sweetheart Life in 1472                            | DE15 (13 Wo.)DE | CH18 (6 Wo.)CH | — | — | R&B48 (13 Wo.)R&B | Erstveröffentlichung: 7. September 1998 mit Mariah Carey                          |
| 1998 | Going Home with Me –                               | — | — | — | — | R&B57 (17 Wo.)R&B | Erstveröffentlichung: 23. November 1998 feat. Keith Sweat und R. O. C.            |
| 2000 | I’ve Got to Have It Big Momma’s House (Soundtrack) | DE76 (7 Wo.)DE | — | — | — | R&B67 (8 Wo.)R&B | Erstveröffentlichung: 2. Mai 2000 mit Nas feat. Monica                            |
| 2001 | Ballin’ Out of Control Instructions                | — | — | — | US95 (5 Wo.)US | R&B42 (20 Wo.)R&B | Erstveröffentlichung: 2001 feat. Nate Dogg                                        |
| 2002 | Welcome to Atlanta Instructions                    | — | — | — | US35 (20 Wo.)US | R&B15 (30 Wo.)R&B | Erstveröffentlichung: 14. Mai 2002 mit Ludacris                                   |
| 2005 | Gotta Getcha Young, Fly & Flashy Vol. 1            | — | — | UK54 (3 Wo.)UK | US60 (11 Wo.)US | R&B31 (20 Wo.)R&B | Erstveröffentlichung: 14. Juni 2005 feat. Johnta Austin                           |
| 2005 | I Think They Like Me Young, Fly & Flashy Vol. 1    | — | — | UK66 (1 Wo.)UK | US15 Gold (Mastertone) · (26 Wo.)US | R&B1 (38 Wo.)R&B | Erstveröffentlichung: 13. August 2005 mit Dem Franchize Boyz, Da Brat und Bow Wow |

Weitere Singles
- 2015: WYA (Where You At?) (feat. Bow Wow)
- 2016: F U Pay Me (mit Da Brat feat. The-Dream)
- 2016: Alessandro Michele (mit Da Brat)

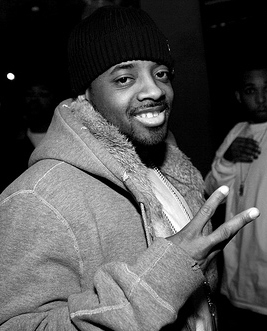
Jermaine Dupri (2005)

- 2016: So Loveable
- 2016: Not so You

### Singles als Gastmusiker
| Jahr | Titel Album                                          | Höchstplatzierung, Gesamtwochen, AuszeichnungChartplatzierungen (Jahr, Titel, Album, Platzierungen, Wochen, Auszeichnungen, Anmerkungen) | Höchstplatzierung, Gesamtwochen, AuszeichnungChartplatzierungen (Jahr, Titel, Album, Platzierungen, Wochen, Auszeichnungen, Anmerkungen) | Höchstplatzierung, Gesamtwochen, AuszeichnungChartplatzierungen (Jahr, Titel, Album, Platzierungen, Wochen, Auszeichnungen, Anmerkungen) | Höchstplatzierung, Gesamtwochen, AuszeichnungChartplatzierungen (Jahr, Titel, Album, Platzierungen, Wochen, Auszeichnungen, Anmerkungen) | Höchstplatzierung, Gesamtwochen, AuszeichnungChartplatzierungen (Jahr, Titel, Album, Platzierungen, Wochen, Auszeichnungen, Anmerkungen) | Anmerkungen                                                                                           |
| Jahr | Titel Album                                          | DE | CH | UK | US | R&B | Anmerkungen                                                                                           |
| ---- | ---------------------------------------------------- | --- | --- | --- | --- | --- | --- |
| 1996 | Live and Die for Hip Hop Young, Rich & Dangerous     | — | — | — | US72 (… Wo.)US | R&B36 (… Wo.)R&B | Erstveröffentlichung: 8. Februar 1996 Kris Kross feat. Aaliyah, Da Brat, Jermaine Dupri und Mr. Black |
| 1997 | We Just Wanna Party with You Men in Black: The Album | DE82 (4 Wo.)DE | — | UK21 (2 Wo.)UK | — | R&B58 (11 Wo.)R&B | Erstveröffentlichung: 3. September 1997 Snoop Doggy Dogg feat. JD                                     |
| 1998 | Imagination Tamia                                    | — | — | — | US37 (… Wo.)US | R&B12 (… Wo.)R&B | Erstveröffentlichung: 10. Februar 1998 Tamia feat. Jermaine Dupri                                     |
| 1998 | With Me Destiny’s Child                              | — | — | UK19 (3 Wo.)UK | — | R&B36 (15 Wo.)R&B | Erstveröffentlichung: 20. April 1998 Destiny’s Child feat. JD und Master P                            |
| 1999 | Get None Tamar                                       | — | — | — | — | R&B59 (17 Wo.)R&B | Erstveröffentlichung: 5. Oktober 1999 Tamar feat. JD und Amil                                         |
| 2000 | Bounce with Me Beware of Dog                         | — | — | — | US20 (20 Wo.)US | R&B1 (22 Wo.)R&B | Erstveröffentlichung: 8. August 2000 Lil’ Bow Wow feat. JD und Xscape                                 |
| 2002 | Tell Me What’s It Gonna Be –                         | — | — | — | US91 (5 Wo.)US | R&B48 (10 Wo.)R&B | Erstveröffentlichung: 2002 Brian McKnight feat. Jermaine Dupri                                        |
| 2002 | Basketball Like Mike (Soundtrack)                    | DE81 (5 Wo.)DE | CH53 (7 Wo.)CH | — | — | R&B44 (13 Wo.)R&B | Erstveröffentlichung: 24. Juni 2002 Lil’ Bow Wow feat. Jermaine Dupri, Fabolous und Fundisha          |
| 2003 | Wat Da Hook Gon Be Murphy’s Law                      | — | CH80 (1 Wo.)CH | — | US17 (20 Wo.)US | R&B11 (27 Wo.)R&B | Erstveröffentlichung: 23. September 2003 Murphy Lee feat. Jermaine Dupri                              |
| 2003 | Pop That Booty MH                                    | — | — | UK23 (5 Wo.)UK | US76 (9 Wo.)US | R&B34 (16 Wo.)R&B | Erstveröffentlichung: 24. September 2003 Marques Houston feat. Jermaine                               |
| 2005 | Fresh Azimiz Wanted                                  | — | — | — | US23 (20 Wo.)US | R&B13 (24 Wo.)R&B | Erstveröffentlichung: 1. November 2005 Bow Wow feat. J-Kwon und Jermaine Dupri                        |
| 2005 | Better Start Talking Journey of a Gemini             | — | — | — | — | R&B72 (11 Wo.)R&B | Erstveröffentlichung: 2005 Donell Jones feat. Jermaine Dupri                                          |
| 2006 | Dem Jeans Hoodstar                                   | — | — | UK85 (1 Wo.)UK | US59 (9 Wo.)US | R&B57 (16 Wo.)R&B | Erstveröffentlichung: 22. August 2006 Chingy feat. Jermaine Dupri                                     |
| 2007 | I’m Throwed Get Money, Stay True                     | — | — | — | US87 (4 Wo.)US | R&B47 (14 Wo.)R&B | Erstveröffentlichung: 27. März 2007 Paul Wall feat. Jermaine Dupri                                    |
| 2007 | Baby Don’t Go From Nothin’ to Somethin’              | — | — | — | US23 Gold · (20 Wo.)US | R&B23 (20 Wo.)R&B | Erstveröffentlichung: 2007 Fabolous feat. Jermaine Dupri                                              |
| 2008 | Finer Things –                                       | — | — | — | — | R&B80 (5 Wo.)R&B | Erstveröffentlichung: 11. März 2008 DJ Felli Fel feat. Kanye West, Jermaine Dupri, Fabolous und Ne-Yo |
| 2008 | Stepped on My J’z Brass Knuckles                     | — | — | — | US90 (1 Wo.)US | — | Erstveröffentlichung: 1. Juli 2008 Nelly feat. Ciara und JD                                           |

Weitere Gastbeiträge
- 1997: The Way That You Talk (Jagged Edge feat. Da Brat und JD)
- 2000: Keys to the Range (Jagged Edge feat. Jermaine Dupri)
- 2006: Stunnas (Jagged Edge feat. Jermaine Dupri)
- 2006: Feelin` You (3LW feat. Jermaine Dupri)
- 2009: Roc the Mic (Bow Wow feat. Jermaine Dupri)

### Sonstige Gastbeiträge
- 1997: Summertime Summertime (Corina feat. JD, Lathun und Big Ace)
- 1998: The First Night (So So Def Remix) (Monica feat. Jermaine Dupri und R. O. C.)
- 1999: A Pimp’s a Pimp (Cam’ron feat. Jermaine Dupri)
- 2000: Havin’ Things (Warren G feat. Jermaine Dupri & Nate Dogg)
- 2000: Did She Say (So So Def Remix) (Funkmaster Flex feat. Jagged Edge, Jermaine Dupri, Lil Bow Wow und Da Brat)
- 2001: Money, H**s & Power (mit UGK)
- 2001: Ghetto (R. L. feat. Jermaine Dupri)
- 2002: Your Woman Has Just Been Sighted (Ring the Alarm) (Nate Dogg feat. Jermaine Dupri)
- 2003: Right Thurr (Remix) (Chingy feat. Jermaine Dupri und Trina)
- 2003: World Premiere (Da Brat feat. Jermaine Dupri, M. O. P. und Q Da Kid)
- 2003: Got It Poppin’ (Remix) (Da Brat feat. Jermaine Dupri)
- 2004: Fly as She Wanna Be (Red Café feat. Jermaine Dupri und Red Hott)
- 2004: Freek-a-Leek (Remix) (Petey Pablo feat. Twista und Jermaine Dupri)
- 2004: Baby Mama Love (N2U feat. Jermaine Dupri)
- 2004: Party over Here / Dance Floor (feat. J-Kwon / feat. The Kid Slim und Pastor Troy)
- 2005: Introduction (SunN. Y. feat. Jermaine Dupri und Lex Dirty)
- 2005: Get Your Number (Mariah Carey feat. Jermaine Dupri)
- 2006: Control Myself (LL Cool J feat. Jennifer Lopez und Jermaine Dupri)
- 2008: Body on Me (Nelly feat. Ashanti, Akon, Ciara und JD)

### Autorenbeteiligungen und Produktionen (Auswahl)
- 1991: TLC – Bad by Myself
- 1992: Kris Kross – Jump
- 1994: TLC – Kick Your Game
- 1994: Da Brat – Funkdafied
- 1996: MC Lyte – Keep On Keepin’ On
- 1996: Mariah Carey – Always Be My Baby
- 1997: Tamia – Imagination
- 1997: Usher – You Make Me Wanna…
- 1997: Usher – Nice & Slow
- 1998: Usher – My Way
- 1998: Destiny’s Child – With Me
- 1998: Mariah Carey – Sweetheart
- 1999: Destiny’s Child – Jumpin’ Jumpin’ (Remix)
- 1999: Monica – The First Night
- 2000: Tamar Braxton - Get None
- 2001: Chanté Moore – Straight Up
- 2001: Jagged Edge – Where the Party At
- 2001: Lil’ Bow Wow – Bow Wow (That’s My Name)
- 2001: Usher – U Got It Bad
- 2002: Usher – U-Turn
- 2002: Alicia Keys – Girlfriend
- 2003: Tamia – Still
- 2003: Murphy Lee – Wat Da Hook Gon Be
- 2005: Jagged Edge – Let’s Get Married
- 2004: Usher – Burn
- 2004: Usher und Alicia Keys – My Boo
- 2004: Monica – U Should’ve Known Betta
- 2005: Avant (feat. Lil Wayne) – You Know What
- 2005: Bow Wow (feat. Omarion) – Let Me Hold You
- 2005: Bow Wow (feat. Ciara) – Like You
- 2005: Bow Wow (feat. Chris Brown) – Shorty Like Mine
- 2005: Mariah Carey – It’s Like That
- 2005: Mariah Carey – We Belong Together
- 2005: Mariah Carey – Get Your Number
- 2005: Mariah Carey – Don’t Forget About Us
- 2006: Mariah Carey – Say Somethin’
- 2006: LL Cool J (feat. Jennifer Lopez) – Control Myself
- 2006: Yung Joc – It’s Goin’ Down – produced by Nitti
- 2006: Nelly (feat. Jermaine Dupri und Paul Wall) – Grillz
- 2006: Jagged Edge (feat. Jermaine Dupri) – Stunnas
- 2006: Janet Jackson – Call on Me
- 2007: Bone Thugs-N-Harmony (feat. Bow Wow und Mariah Carey) – Lil’ L. O. V. E.
- 2008: Nelly – Stepped on My J’z (feat. Jermaine Dupri and Ciara)
- 2011: Akon und Pitbull feat Jermaine Dupri - Boomerang